# Franchelon

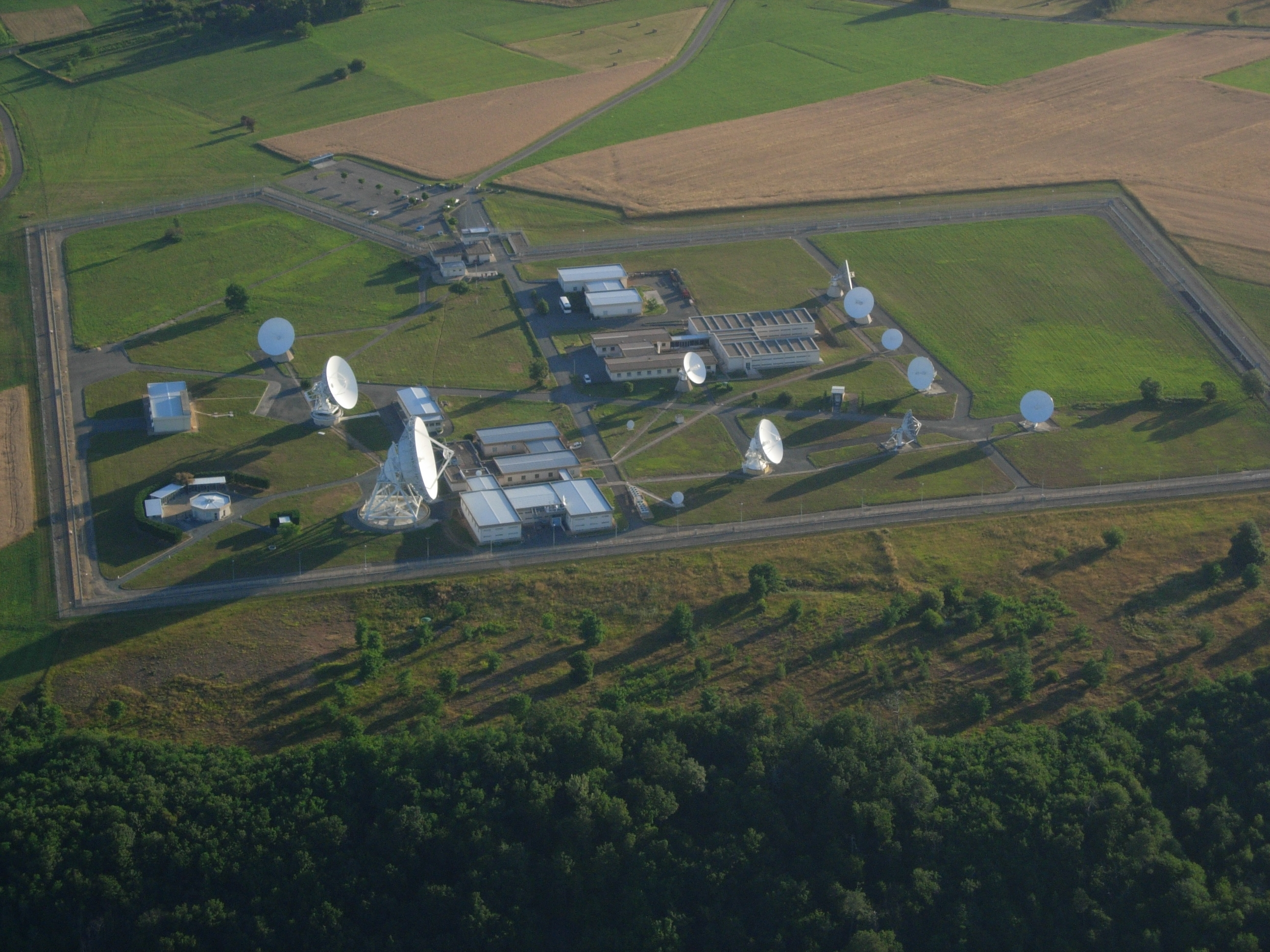
(Suposta) base da DGSE de Domme

A infraestrutura de mutualização (IM), apelidada Frenchelon (ou French Echelon), é um suposto sistema francês de espionagem de telecomunicações. O nome "Franchelon" faz referência ao programa anglo-saxão conhecido como Echelon, combinado com a palavra "French", que significa "francês", em inglês . É supostamente chamado de "infraestrutura de mutualização" por vários atores da inteligência francesa.
A sua existência não foi oficialmente reconhecida pelas autoridades francesas, embora muitos jornalistas franceses e anglo-saxões, tendo como fonte organizações militares, tenham falado sobre ela, após autoridades europeias mostrarem interesse no Echelon e na luta contra o terrorismo.
Seria gerido pelo DRM e pela DGSE, cujo departamento técnico é responsável pela inteligência eletrônica estratégica. A mais importante das estações de escuta está localizada em Domme, perto de Sarlat, na Dordonha. Outras estações de escuta estão distribuídas na França Metropolitana ( Les Alluets-le-Roi - Feucherolles, forte de Mutzig, forte du Mont-Valérien, planalto d'Albion, Saint-Laurent-de-la-Salanque, Cap d'Agde, península de Giens, Solenzara, Filley e Dieuze ), nos territórios franceses de ultramar (Saint-Barthélemy, o Centro de Escuta Militar de Badamiers em Mayotte, Reunião, Kourou, Papeete e Tontouta na Nova Caledônia ). Há também uma estação de coleta e análise de inteligência de origem eletromagnética (radiocomunicações e sinais de radar) a bordo do navio espião Dupuy-de-Lôme .
Estas estações (além dos escritórios administrativos da DGSE no 20.º arrondissement de Paris) capturam comunicações eletrônicas, para analisá-las por meio de software e, na medida do possível, descriptografar comunicações diplomáticas, militares, mensagens corporativas, etc.

## Outros sistemas do mesmo tipo na França
Este sistema não deve, no entanto, ser confundido com Emeraude (acrônimo para Sistema Móvel de Escuta e Pesquisa Automática de Transmissões), que é apenas um dos componentes dos meios avançados de guerra eletrônica (SGEA) do Exército Francês.
Além disso, este conjunto complementa, no exterior, a escuta telefónica existente nas redes de comunicações do território francês, geridas pela DGSI, instaladas em cada departamento francês nas instalações das prefeituras ou seus anexos, mas podendo também servir como sistema de emergência para distribuição de boletins de advertência por telefone.